# Pyramica

Pyramica membranifera

Pyramica hathor

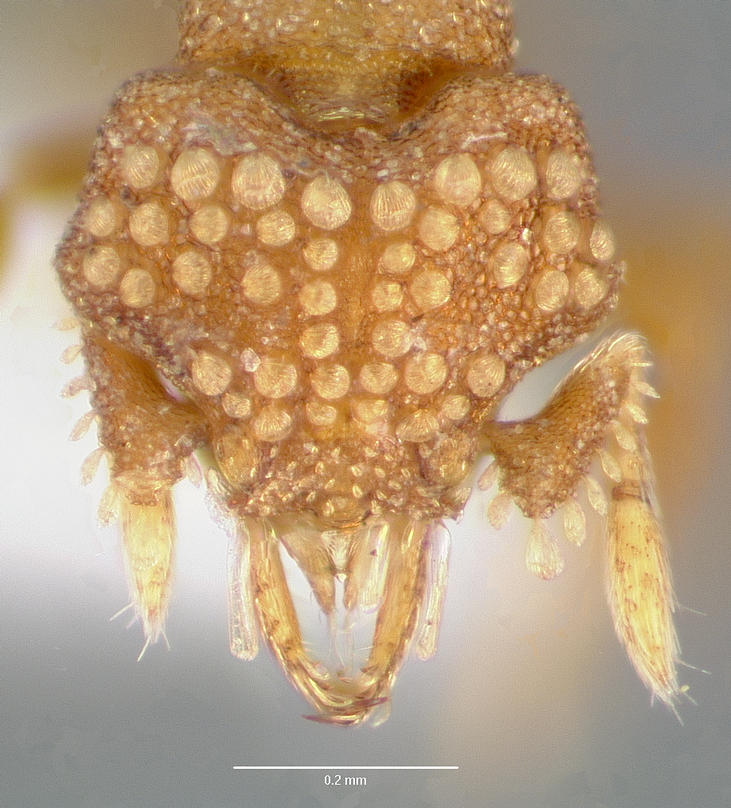
Pyramica hathor

Pyramica (лат.) — ранее выделявшийся род мелких муравьёв трибы Dacetini из подсемейства Myrmicinae (Formicidae). Впервые описанный в 1862 году, он считался одним из крупнейших родов муравьёв, объединяя более 330 видов. С 2007 года признан синонимом рода Strumigenys, объём которого в результате этого объединения увеличился до более чем 840 видов.

## Распространение
Всесветное, главным образом в тропиках и субтропиках.

## Описание
Мелкие муравьи (1,2—2,6 мм) с короткими треугольными мандибулами (с многочисленными зубцами, до 8), сердцевидной головой, расширенной кзади. У сходного рода Strumigenys жвалы длинные с 2—3 апикальными зубцами. Специализированные охотники на коллембол. Гнёзда в почве, под корнями, в мёртвых ветвях. Семьи малочисленные (до 100 рабочих). Несколько видов расселились с помощью человека во многих тропических странах: Pyramica (Trichoscapa) membranifera Emery и Pyramica (Serrastruma) simoni Emery. Численность семей Pyramica membranifera, для которых характерен телитокический партеногенез, составляет несколько сотен муравьёв.

## Систематика
Род Pyramica Roger, 1862 был впервые описан в 1862 году и позднее его виды несколько раз меняли свое таксономическое положение, которых включали в состав близких родов. Всего в составе рода Pyramica было описано более 330 видов, включая синонимизированные с ним два десятка родов, некоторые из которых успели прочно войти в научную литературу, например, Epitritus, Serrastruma, Smithistruma и другие.
- Pyramica gundlachi Roger, 1862 typus
- Pyramica hexamera (Brown, 1958)

Синонимия
В 2007 году было предложено синонимизировать почти все рода трибы Dacetini (включая второй крупнейший род Pyramica) с родом Strumigenys (Baroni Urbani & de Andrade, 2007). Это изменение первоначально не нашло поддержки у некоторых мирмекологов, включая крупнейшего систематика муравьёв Б.Болтона (2010). И некоторые известные мирмекологи продолжали использовать родовой статус таксона Pyramica и позднее. Однако, спустя годы это синонимизация была признана большинством мирмекологов. Поэтому ниже для сравнения приводятся все синонимы для двух близких родов:
- Род Pyramica Roger, 1862
  - Cephaloxys Smith, F. 1865
  - Epitritus Emery, 1869
  - Trichoscapa Emery, 1869
  - Pentastruma Forel, 1912
  - Glamyromyrmex Wheeler, W.M. 1915
  - Codiomyrmex Wheeler, W.M. 1916
  - Tingimyrmex Mann, 1926
  - Codioxenus Santschi, 1931
  - Dorisidris Brown, W.L. 1948
  - Miccostruma Brown, W.L. 1948
  - Neostruma]] Brown, W.L. 1948
  - Serrastruma Brown, W.L. 1948
  - Smithistruma Brown, W.L. 1948
  - Weberistruma Brown, W.L. 1948
  - Wessonistruma Brown, W.L. 1948
  - Kyidris Brown, W.L. 1949
  - Chelystruma Brown, W.L. 1950
  - Polyhomoa Azuma, 1950
  - Borgmeierita Brown, W.L. 1953
  - Platystruma Brown, W.L. 1953
  - Dysedrognathus Taylor, R.W. 1968
  - Asketogenys Brown, W.L. 1972
  - Cladarogenys Brown, W.L. 1976

- Род Strumigenys
  - Labidogenys Roger, 1862
  - Proscopomyrmex Patrizi, 1946
  - Eneria Donisthorpe, 1948
  - Quadristruma Brown, 1949

## Виды России
Для СССР указывалось 3 вида (Аракелян, Длусский, 1991). В России один вид:
- Strumigenys argiola (Emery, 1869) (= Pyramica argiola, Epitritus argiolus) — Нальчик (Кабардино-Балкария), страны Средиземноморья и Кавказа[7].